# Desert Aire
Desert Aire – jednostka osadnicza w Stanach Zjednoczonych, w stanie Waszyngton, w hrabstwie Grant.